# SCEP
SCEP (англ. Simple Certificate Enrollment Protocol) — это протокол инфраструктуры PKI, который используется многими производителями сетевого оборудования и программного обеспечения, которые разрабатывают упрощенные способы запроса и получения  сертификатов для масштабного внедрения обычных пользователей. SCEP является проектом рабочей группы Инженерного совета Интернета (IETF), затрагивая многие спецификации IETF, а также ссылается на другие стандарты отрасли.
Протокол изначально был разработан в компании Cisco Systems и затем задокументирован в Инженерном совете Интернета IETF. Его целью было упростить процедуру выдачи  цифровых сертификатов X.509 и сделать её максимально масштабируемой. Любой пользователь сети должен иметь возможность запросить цифровой сертификат в электронном виде как можно проще. Эти процессы обычно требовали интенсивного участия сетевых администраторов, поэтому они не подходили для крупномасштабных развертываний.
SCEP на сегодня является наиболее популярным, широко доступным и проверенным протоколом автоматизированной регистрации сертификатов X.509. Несмотря на то, что это уже давно и широко используется (например семейством операционных систем Cisco IOS), были подняты проблемы достоверности аутентификации запросов сертификата, сделанные пользователями или устройствами. Поскольку такого рода проблемы исследуются в применении к другим протоколам выдачи сертификатов, таким как протокол управления сертификатами (Certificate Management Protocol, CMP) и управление сертификатами через CMS, однако неясно, насколько реальна эта проблема в отношении к SCEP.
После того, как его авторы отказались от него примерно в 2010 году, интернет-проект, описывающий протокол, был возрожден в 2015 году из-за его широкого использования в промышленности и в других стандартах. Поддерживаются многочисленные обновления используемых алгоритмов и исправления проблем первоначальной спецификации, которые накопились в значительном количестве с течением времени.

## Внешние ссылки
- Спецификация IETF: